# 종덕초등학교
종덕초등학교는 대한민국 경기도 평택시에 있는 공립 초등학교이다.

## 연혁
- 1955. 04. 01 종덕국민학교 개교
- 1972. 10. 31 6개교실 2층으로 개축
- 1996. 03. 01 종덕초등학교로 교명 변경
- 1998. 01. 19 종덕초등학교 병설유치원 인가
- 2011. 10. 04 6학급 재편성(유치원 1학급 편성)
- 2014. 09. 01 제19대 박현주 교장선생님 취임
- 2015. 02. 13 제58회 졸업 5명(총 2518명)
- 2015. 03. 01 6학급 편성
- 2020. 03. 01 두릉리에서 고덕국제신도시로 교사(校舍) 이전
- 2025. 04. 01 개교 70주년